# Molophilus pilosulus
Molophilus pilosulus là một loài ruồi trong họ Limoniidae. Chúng phân bố ở miền Australasia.